# Finngrundet
59°19′38.4″N 18°5′25.3″Ø / 59.327333°N 18.090361°Ø
Finngrundet er et fyrskib bygget i 1903 på Brodin Værft i Gävle. Tidligere lå den i isfrie del af året, der er for anker i den sydlige del af Den Botniske Bugt, for at markere netop Finngrunden. I 1969 blev skibet taget ud af drift, og er nu ejet af Statens maritima museer som et museum skib. Fyrskibet kan ses ved molen uden for Vasamuseet i Stockholm, hvor den er fortøjet sammen med isbryder.
Finngrundet var, og er, malet rød og har sit navn malet i store hvide bogstaver på siderne og fyrskibsnummer No. 25 malet på agterstavnen.
Det oprindelige fyrtårn på skibet blev drevet af petroleum, med et system af spejle, i 1927 blev den ombygget og fik et AGA-fyr monteret. Også en Typhoon og en nautofon blev installeret på dette tidspunkt. Finngrundet fik også radioudstyr, et stort fremskridt for besætningen. Kontakt med omverdenen havde man tidligere kun været i stand til at holde ved hjælp af det fartøj, der kom hver uge med post og forsyninger.
I 1940 var det tid til den næste ombygning. Denne gang AGA fyret elektrifiseret og Finngrundet fik også et radiofyr installeret.